# Siphonochelus tityrus
Siphonochelus tityrus is een slakkensoort uit de familie van de Muricidae. De wetenschappelijke naam van de soort is voor het eerst geldig gepubliceerd in 1971 door Bayer.